# USS Texas (BB-35)
«Техас» (англ. USS Texas (BB-35)) — американский Линкор типа «Нью-Йорк».

## История
Был спущен на воду 18 мая 1912 и сдан в эксплуатацию 12 марта 1914 года. Вскоре после ввода в строй «Техас» принял участие в боевых действиях в мексиканских водах после «инцидента в Тампико» и совершил многочисленные вылазки в Северное море во время Первой мировой войны.
Когда Соёдиненные Штаты официально вступили во Вторую мировую войну в 1941, «Техас» сопровождал военные конвои через Атлантику и позже обстреливал удерживаемые странами Оси пляжи во время кампании в Северной Африке и высадки в Нормандии, прежде чем в конце 1944 был передан Тихоокеанскому театру военных действий для обеспечения огневой поддержки с моря во время битв при Иводзиме и Окинаве.
«Техас» был выведен из эксплуатации в 1948 году, получив в общей сложности пять боевых звёзд за службу во время Второй мировой войны, и теперь это корабль-музей недалеко от Хьюстона (в Хьюстонском судоходном канале).
В дополнение к боевой службе «Техас» также служил технологическим испытательным полигоном, и в этом качестве стал первым американским линейным кораблём, установившим зенитные орудия, первым который контролировал стрельбу с помощью системы управления огнём, а также первым запустившим самолёт с платформы на турели, и ещё одним из первых, кто получил серийный CXAM-радар. Впоследствии объявлен национальной исторической достопримечательностью США.
31 августа 2022 года корабль был поставлен в сухой док в Галвестоне на продолжительный ремонт, после которого он будет перемещён на новое место стоянки, с потенциально бо́льшим туристическим потоком.

## Изображения

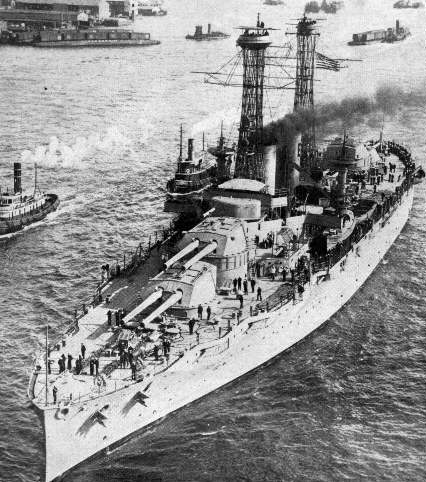
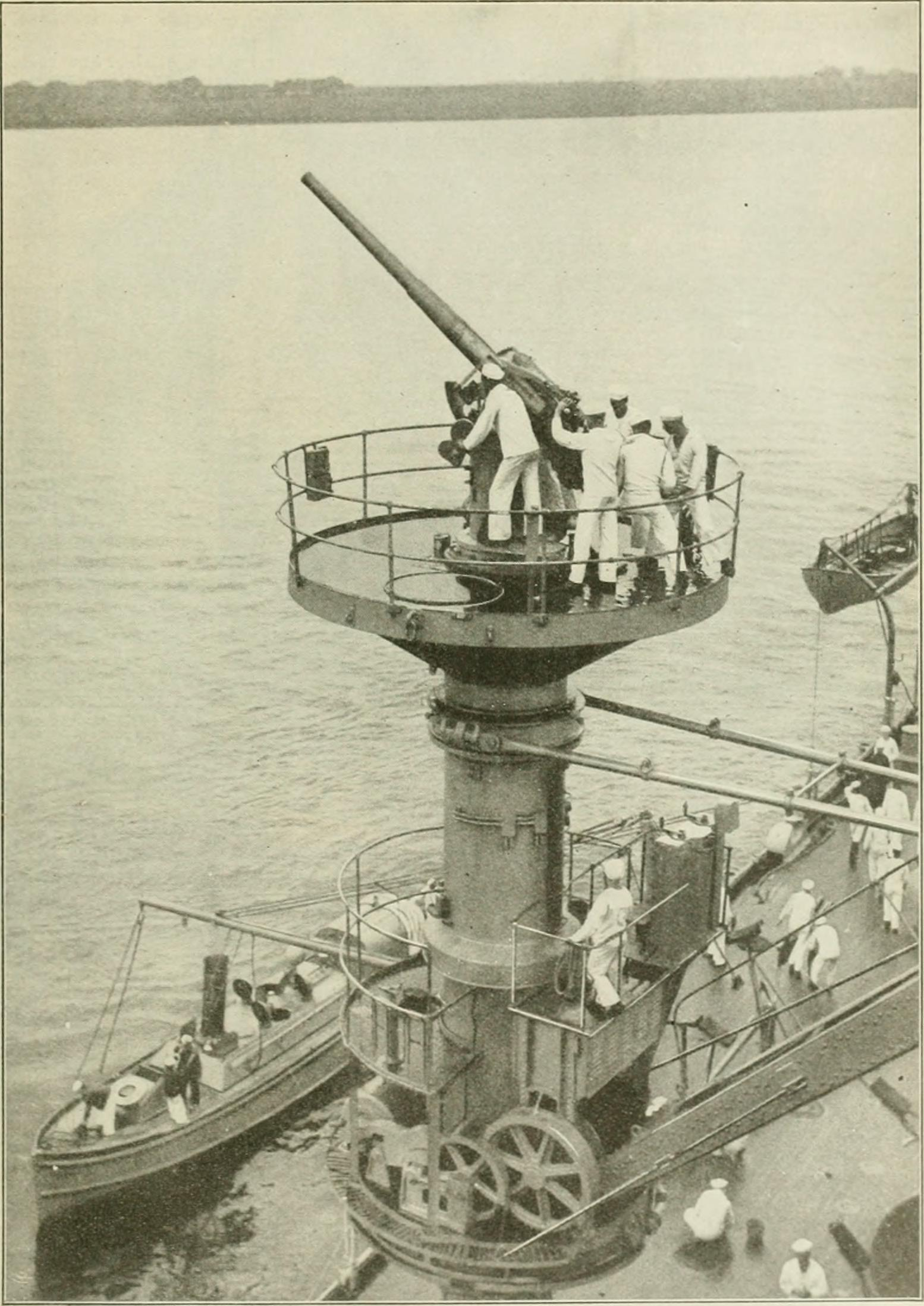
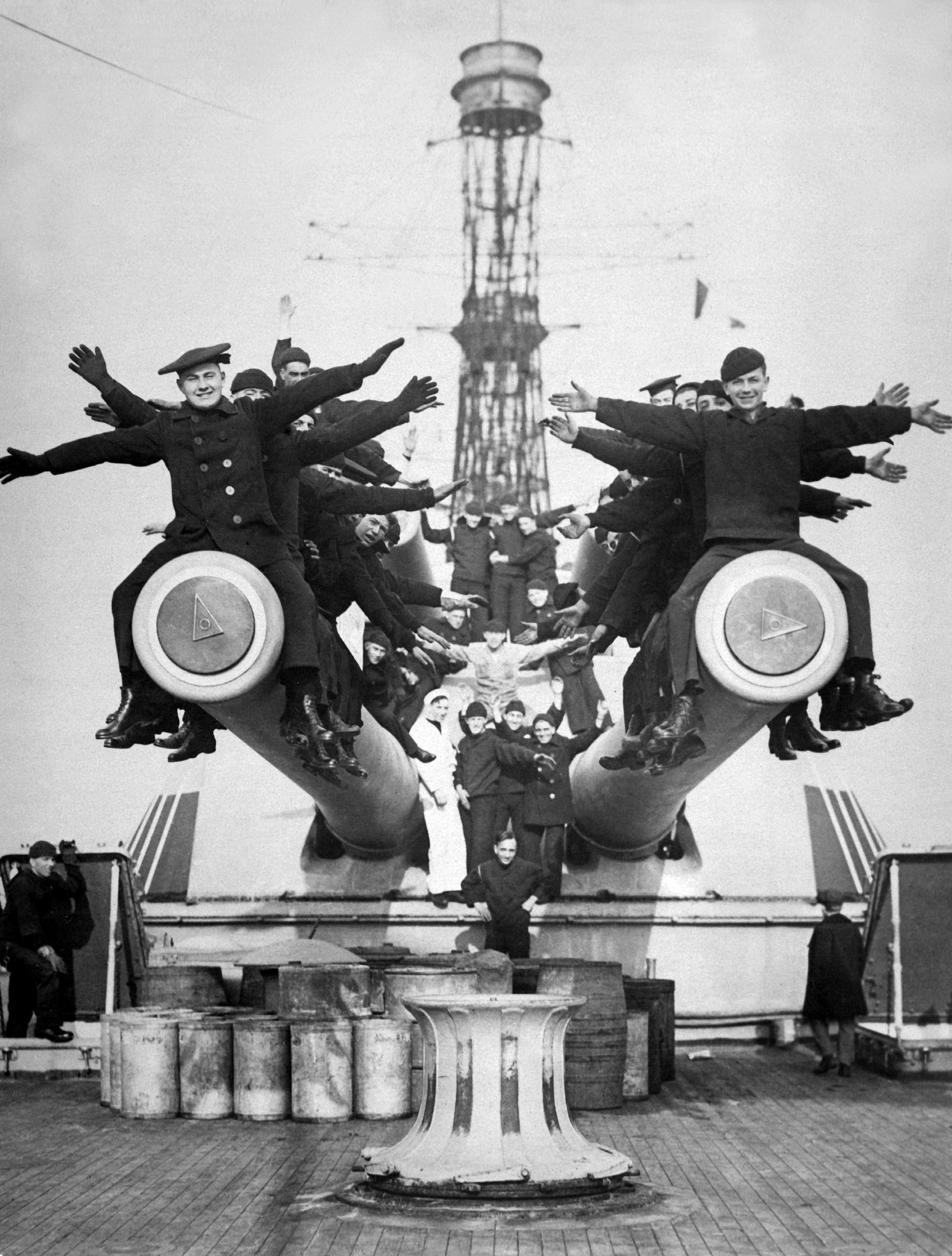
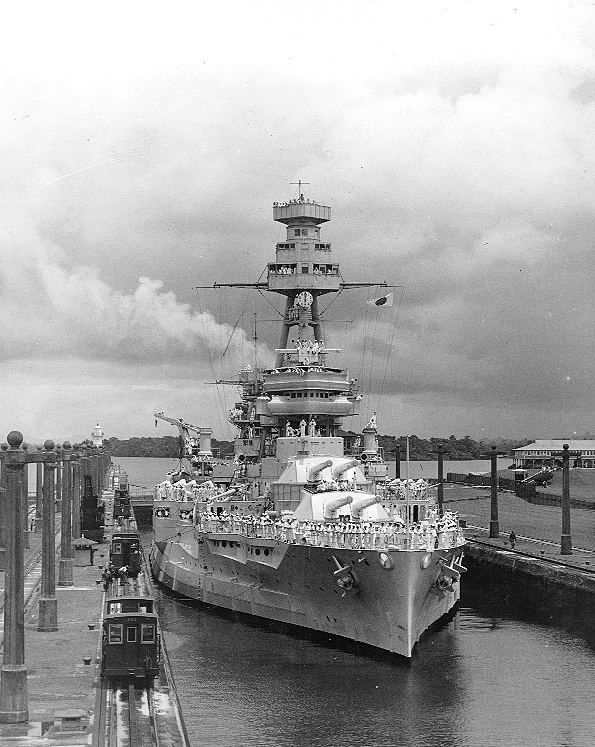
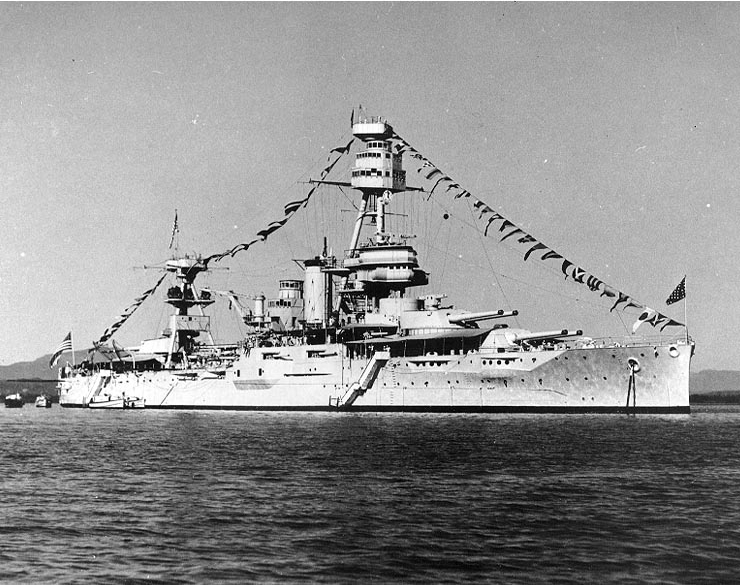
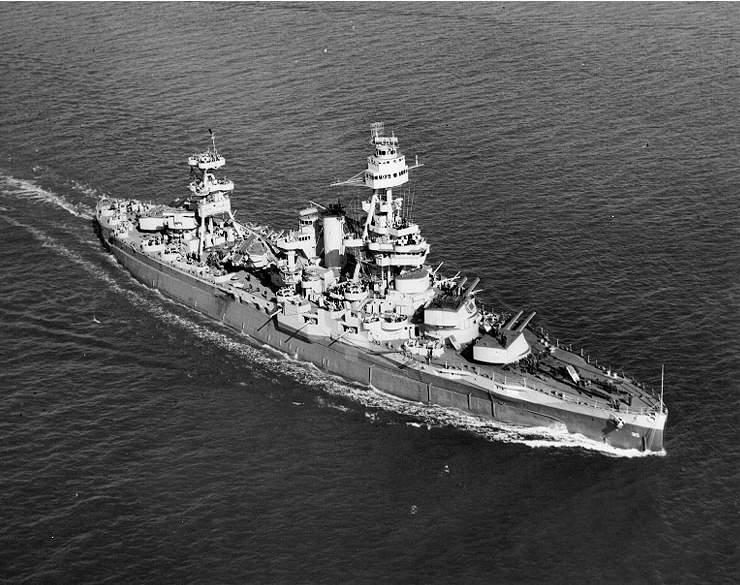
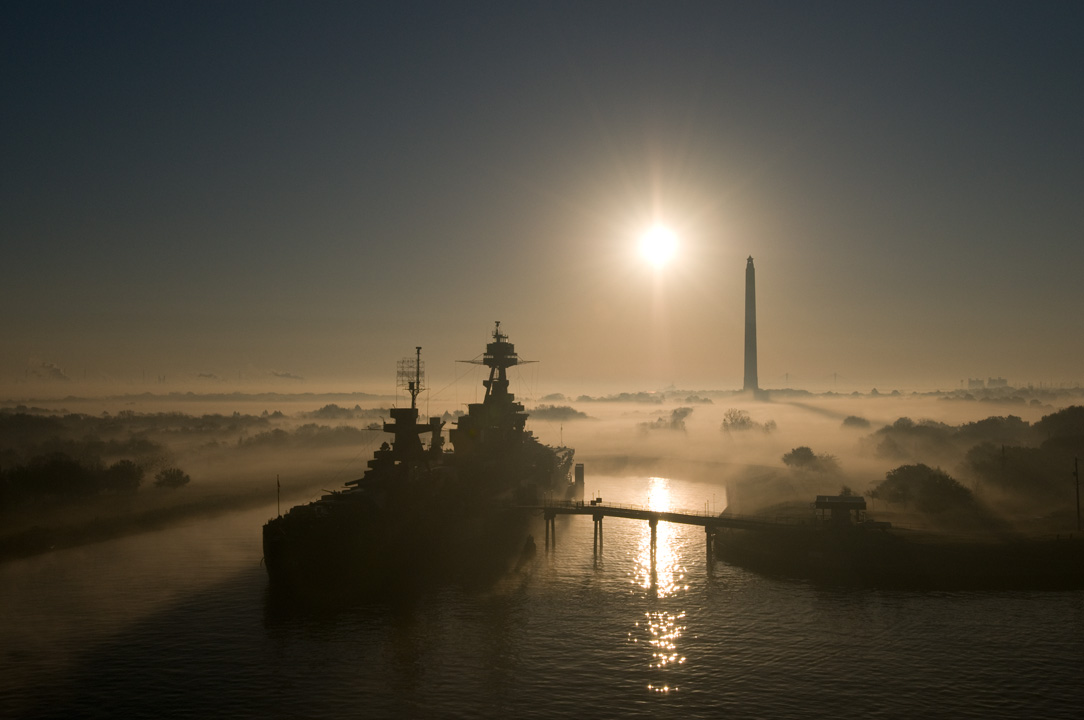